# Winthrop Welles Ketcham

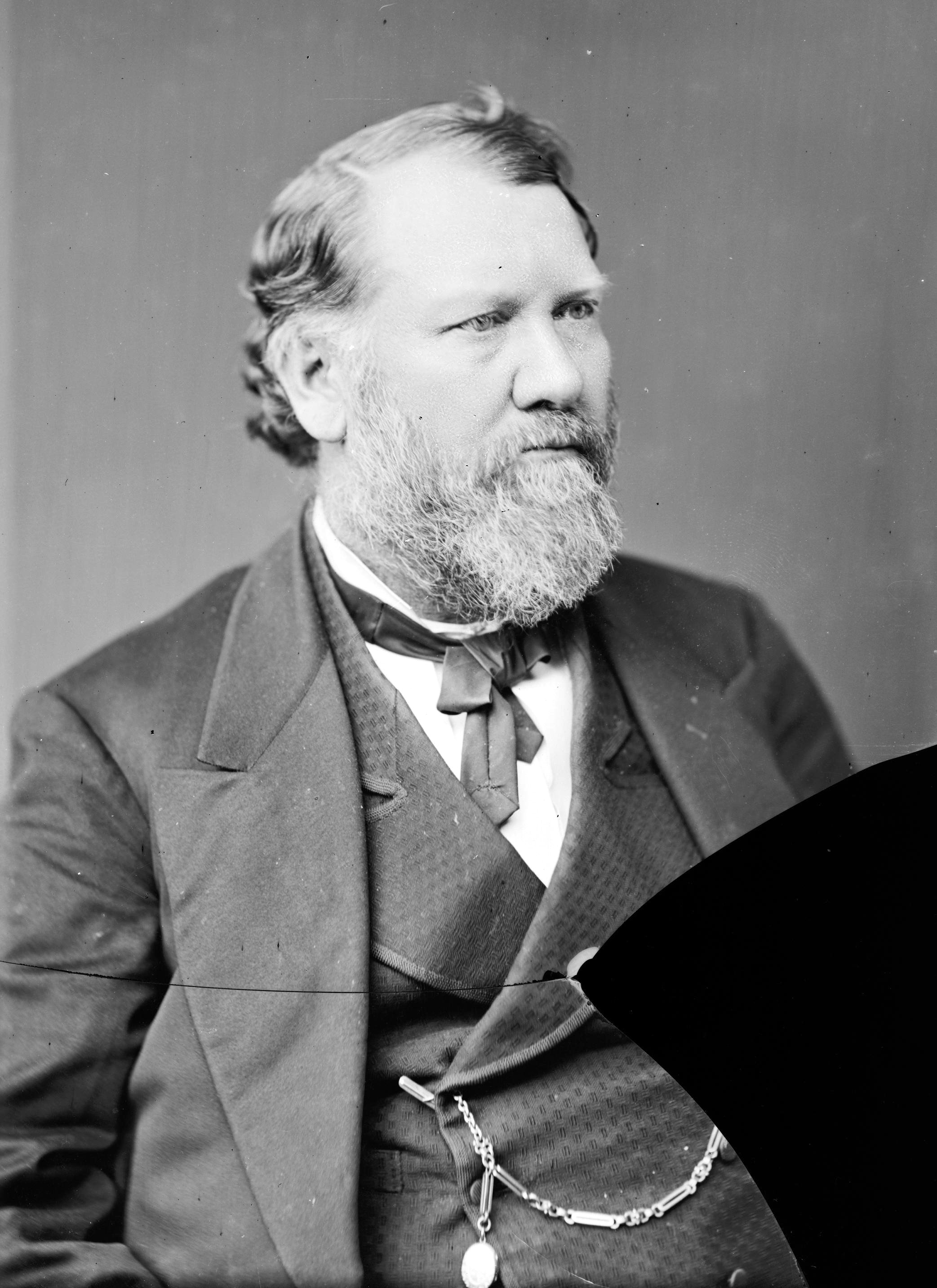
Winthrop Welles Ketcham

Winthrop Welles Ketcham (* 29. Juni 1820 in Wilkes-Barre, Pennsylvania; † 6. Dezember 1879 in Pittsburgh, Pennsylvania) war ein US-amerikanischer Jurist und Politiker. In den Jahren 1875 und 1876 vertrat er den Bundesstaat Pennsylvania im US-Repräsentantenhaus; anschließend wurde er Bundesrichter.

## Werdegang
Winthrop Ketcham erhielt eine klassische Ausbildung und war danach in Kingston und Philadelphia als Lehrer tätig. Nach einem Jurastudium und seiner 1850 erfolgten Zulassung als Rechtsanwalt begann er in diesem Beruf zu arbeiten. In den Jahren 1855 bis 1857 übte er im Luzerne County das Amt des Prothonotary aus. Gleichzeitig schlug er als Mitglied der Republikanischen Partei eine politische Laufbahn ein. Im Jahr 1858 wurde er Abgeordneter im Repräsentantenhaus von Pennsylvania; zwischen 1859 und 1861 gehörte er dem Staatssenat an. 1860 und 1864 nahm er als Delegierter an den Republican National Conventions teil, auf denen jeweils Abraham Lincoln als Präsidentschaftskandidat nominiert wurde. Im Jahr 1864 kandidierte Ketcham noch erfolglos für den Kongress. Von 1864 bis 1866 arbeitete er für den Bundesgerichtshof für Ansprüche an die Bundesregierung (United States Court of Claims).
Bei den Kongresswahlen des Jahres 1874 wurde Ketcham im zwölften Wahlbezirk von Pennsylvania in das US-Repräsentantenhaus in Washington, D.C. gewählt, wo er am 4. März 1875 die Nachfolge von Lazarus Denison Shoemaker antrat. Dieses Mandat konnte er bis zu seinem Rücktritt am 19. Juli 1876 ausüben. Dieser erfolgte aufgrund seiner Ernennung zum Richter am Bundesbezirksgericht für den westlichen Distrikt von Pennsylvania. Dieses Amt bekleidete er bis zu seinem Tod am 6. Dezember 1879 in Pittsburgh.